# Jahagi (1942)
Jahagi (japonsky 矢矧) byl třetím lehkým křižníkem třídy Agano japonského císařského námořnictva za druhé světové války. Během své služby fungoval nejprve jako vlajková loď Kimurovy 10. suirai sentai (水雷戦隊 ~ eskadra torpédoborců) a od 16. listopadu 1944 pak jako vlajková loď Komurovy 2. suirai sentai.
Po dokončení byl Jahagi v únoru 1944 odeslán do Singapuru. V rámci Ozawova svazu se v červnu 1944 zúčastnil bitvy ve Filipínském moři a 19. června se podílel na záchraně posádky torpédované Šókaku. V říjnu 1944 se v rámci Kuritova svazu zúčastnil série bitev u Leyte, přičemž během bitvy u Samaru vedl torpédový útok 10. suirai sentai proti americkým lehkým letadlovým lodím. Odpoledne 6. dubna 1945 vyplul z Tokujamy k Okinawě jako vlajková loď doprovodu bitevní lodě Jamato v rámci sebevražedné operace Ten-gó. Následujícího dne byl svaz napaden a zničen letouny z letadlových lodí americké TF 58. Spolu s bitevní lodí Jamato a čtyřmi torpédoborci šel ke dnu i Jahagi.
U japonských jmen je rodné jméno uváděno na prvním místě a rodové jméno na druhém

## Popis
Jednotky třídy Agano se vyznačovaly jednokomínovou siluetou s dvěma dvouhlavňovými nepravými dělovými věžemi hlavní 152,4mm baterie na přídi a jednou na zádi. Mezi komínem a zadním stožárem se na Jahagi nacházela manipulační plošina a 19m katapult Kure typ 2 model 5 pro dva nesené hydroplány E13A1. Pod hydroplánovou plošinou se v ose plavidla nacházely dva otočné čtyřhlavňové 610mm torpédomety typu 92 model 4.
Od srpna 1944 měly hydroplány z Jahagi kód žlutá 371-[taktické číslo].
Od dříve dokončených sesterských lodí Agano a Noširo se Jahagi vizuálně odlišoval posunutím 4,5m stereoskopických dálkoměrů typu 94 dopředu a instalací kratšího katapultu. Od následující sesterské lodě Sakawa se vizuálně odlišoval oblými tvary některých komponent nástavby, zejména podstavci dálkoměrů typu 94 a předních 25mm palpostů v rozích hydroplánové plošiny.

## Stavba
Stavba lehkého křižníku číslo 134 podle projektu C-41, která byla schválena na základě programu rozvoje loďstva z roku 1939, měla původně probíhat v loděnicích námořního arzenálu v Kure. Kvůli vytížení kapacity loděnic byla ale nakonec stavba realizována v loděnicích námořního arsenálu v Sasebu.
Stavba křižníku č. 134 byla zahájena 11. listopadu 1941 položením kýlu na stejném skluzu sasebské loděnice, ze kterého dvacet dní předtím sjel do moře trup sesterského křižníku Agano. Dne 20. srpna 1942 bylo novému křižníku, jako druhému plavidlu císařského námořnictva, uděleno jméno Jahagi. Dne 25. září, nebo 25. října, 1942 byl Jahagi spuštěn na vodu a 29. prosince 1943 přijat to služby.

## Služba
Jahagi byl přijat do služby 29. prosince 1943 v Sasebu, které se rovněž stalo domovským přístavem nového křižníku. Velitelem Jahagi se stal daisa (大佐 ~ námořní kapitán) Matake Jošimura a Jahagi byl zařazen do Ozawovy 3. kantai (艦隊 ~ loďstvo). Zároveň se stal vlajkovou lodí 10. suirai sentai šóšó (少将 ~ kontradmirál) Susumu Kimury, přičemž tak v této roli nahradil poškozený sesterský Agano.
Dne 20. června 1945 byl Jahagi vyškrtnut ze seznamu lodí japonského císařského námořnictva.